# 古典遺伝学
古典遺伝学（こてんいでんがく英: classical genetics）は、分子遺伝学到来以前の遺伝学の方法論の総称である。
その基礎はメンデルの法則にあり、歴史はむしろメンデルの法則の再発見から始まる。主な発見に真核生物の遺伝的連鎖がある。いくつかの遺伝子が減数分裂において独立的に分離しないことが観察されたことによってメンデルの法則が破られ、染色体上の場所を地図として調べる研究へと繋がった。この連鎖地図は今日でも植物の品種改良などに用いられている。
遺伝子の概念は、元来は親の形質を子に伝える構造であったから、古典遺伝学は交配実験等によってこれを研究する分野である。その後の発展により、遺伝子が実はDNAとしてより広範囲の生命現象に関与していることが判明し、その内容が検討されたものが分子遺伝学である。
遺伝暗号や制限酵素を用いたクローニング技術が発見されると、遺伝学の探究規模は飛躍的に増大した。古典遺伝学の概念の一部は分子レベルによる機構的理解に取って代わられたが、多くの概念は残存し今日でも用いられている。逆遺伝学を引き合いに出されることも多い。また、古典遺伝学に対し分子生物学的な研究分野は分子遺伝学と呼ばれることもある。